# Église Saint-Maurice de Thoisy-le-Désert
L'église Saint-Maurice est une église catholique située sur la commune de Thoisy-le-Désert, dans le département de la Côte-d'Or, en France.

## Historique
L'église Saint-Maurice est classée au titre des monuments historiques par arrêté du 23 juin 1922.